# Francisco Monteiro Pereira de Azevedo
D. Francisco Monteiro Pereira de Azevedo (Resende, 24 de setembro de 1738 – Paço Episcopal do Fontelo, 3 de fevereiro de 1819) foi um clérigo e bispo português, sendo o Bispo de Viseu aquando das Invasões Francesas. Foi, também, o responsável pela instalação do órgão de tubos na Catedral da Sé de Viseu, movido para o Convento dos Néris nos anos 60 aquando das obras de restauro da Sé de Viseu, da edificação do Hospital de São Teotónio, e da mudança da residência dos bispos de Viseu para o Palácio Episcopal de Fontelo, que perdurou até 1912.

## Biografia
Francisco Monteiro Pereira de Azevedo nasceu em Resende, Diocese de Lamego, e foi batizado a 24 de setembro de 1738, filho de José Pereira de Albuquerque e D. Maria Francisca Pereira de Melo, neto paterno de Henrique Guerra e D. Maria Pereira de Azevedo, e neto materno de Manuel de Vasconcelos e Jacinta de Melo. Com 10 anos, a 4 de maio de 1748 vai para o seminário de Lamego. Completa o bacharel a 12 de novembro de 1758, e licenciado a 27 de janeiro de 1759, no curso de Direito Civil  da Universidade de Coimbra. A 8 de fevereiro de 1759, começa a lecionar Direito Civil na Universidade, nomeado pela Inquisição de Coimbra. A 21 de setembro de 1781, é feito subdiácono, e no dia seguinte é doutorado em Direito Civil pela Universidade de Coimbra. Com a morte de José do Menino Jesus, bispo de Viseu, a 14 de janeiro de 1791, é eleito bispo de Viseu a 1 de maio do mesmo ano, e é lhe enviada carta para o mesmo efeito a 4 do mesmo mês.

### Mandato Episcopal
Após ter sido eleito bispo de Viseu, D. Francisco Pereira de Azevedo começou um período de grandes obras e reformas pela Diocese de Viseu. 

A re-edificação e expansão do Hospital das Chagas provou ser insuficiente para o número de pacientes, crendo-se necessária a criação de outro hospital na cidade. Portanto, a 29 de março de 1793, depois da doação de quantias avolumadas de dinheiro, tanto por parte de clérigos como de particulares, Dom Francisco Pereira de Azevedo lança a primeira pedra do então chamado "Hospital Novo da Misericórdia", que iria ser, mais tarde, o Hospital de São Teotónio. Sob a pedra, colocou um exemplar de todas as moedas portuguesas cunhadas até ao então reinado de D. Maria I, e doa mil trezentos e doze contos de reis para a construção da mesma.

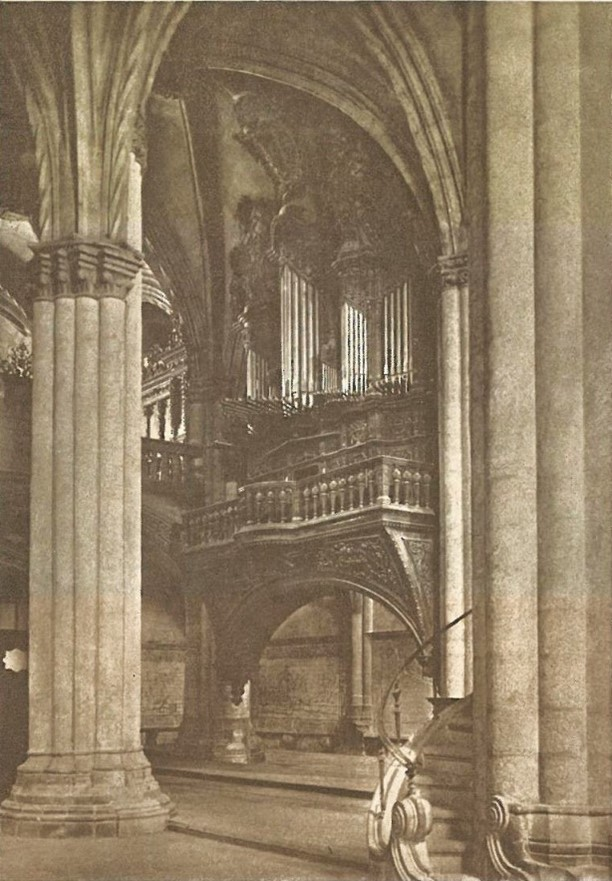
Órgão da Sé de Viseu, 1937

Durante o seu mandato episcopal, também se vão denotar várias visitas às diferentes paróquias da Diocese de Viseu. Em 30 de Agosto de 1795, visita a Igreja do Castelo de Penalva, e faz outras visitas pelas várias paróquias da Diocese. A 24 de março de 1800, faz uma visita a Espinho, Mangualde.
Entre 1794 e 1797 é Provedor da Misericórdia.
 

Em 1801, durante o seu mandato, os moradores de Carregal do Sal decidem edificar a Igreja de São Brás.

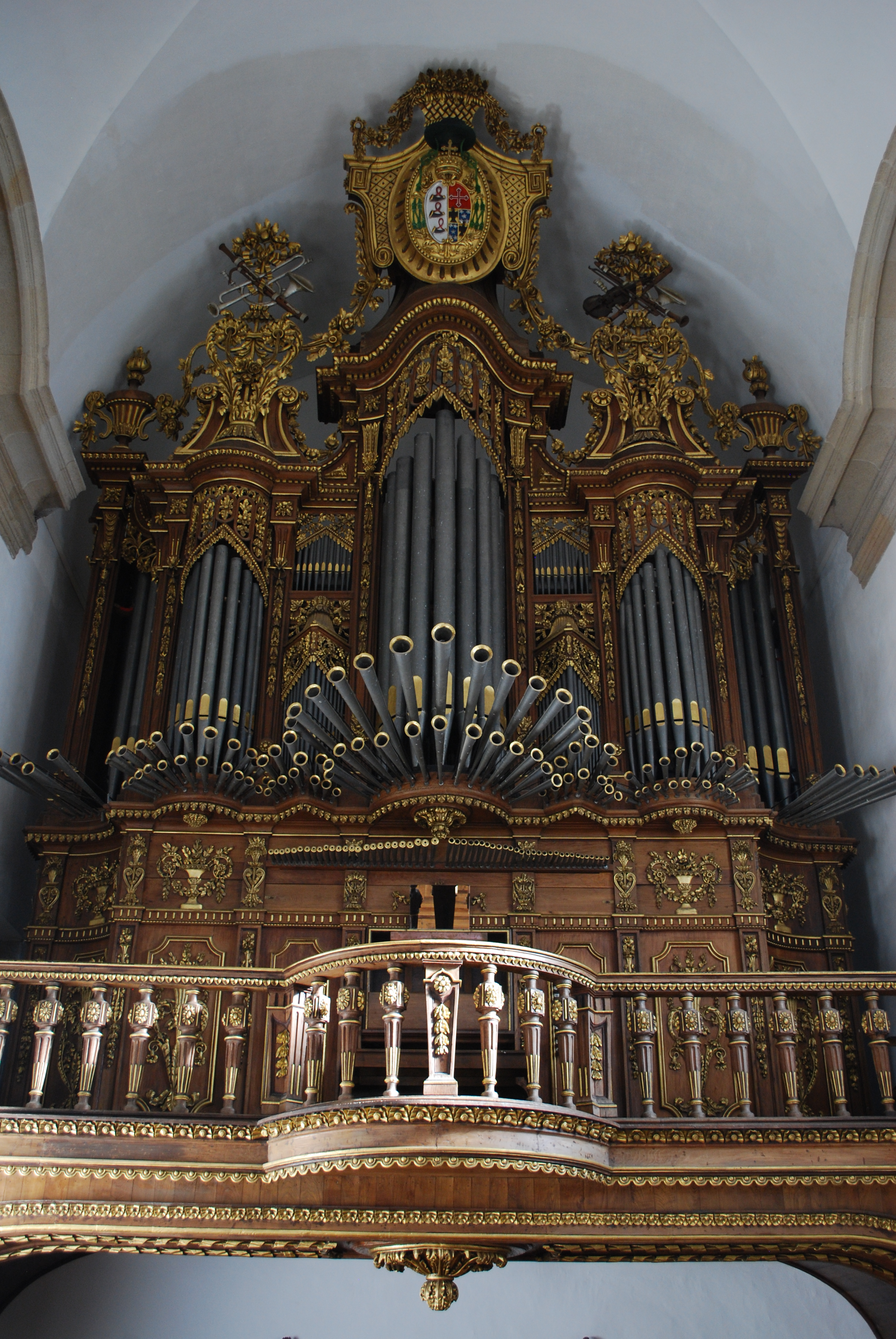
Antigo Órgão presente na Sé no Convento dos Neris em Viseu, 2011

Por volta de 1807, Abraveses recebe o título de paróquia do Aro de Viseu, no entanto, com atribuições espirituais limitadas. Esta situação orientada por um Cura, sujeito à paróquia Oriental, durou cerca de oitenta anos. Depois de visitar o bispado e verificando que a sua área e situação demográfica, distribuída por cinco arciprestados, era demasiado vasta foi criada uma nova divisão territorial. Assim, dos anteriores cinco arciprestados passaram a dezasseis, obtidos pelo desmembramento de cada um em vários outros. O Aro, paróquias à volta da sede, é dividido, então, em cinco novos arciprestados urbanos e suburbanos.
No caso da Catedral de Santa Maria de Viseu (Sé), foi em 1808, por sua ordem, dada a instalação do órgão da igreja, elemento que se encontrava na Sé até aos anos 60 do século XX, entre as duas primeiras colunas da nave do lado esquerdo. Os seus motivos decorativos também assim o atestam, estando a sua parte superior rematada com o brasão do bispo. Foi seu construtor Luís António dos Santos, marceneiro e organista.
O bispo Dom Francisco Pereira de Azevedo pela sua bondade e pelas suas virtudes,  gozava da maior simpatia e popularidade em Viseu, fazendo imensa caridade aos pobres da Diocese.

### Invasões Francesas e a Junta dos Prudentes
Durante a primeira invasão francesa a Portugal, e breve ocupação por parte das forças francesas de Viseu, é em 30 de junho feita a aclamação da Junta Provisional do Governo Supremo, tendo o próprio bispo de Viseu procedido à aclamação do Príncipe Regente D. João como Rei de Portugal e declarado a ocupação francesa ilegítima, juntamente com as autoridades locais, tendo sido eleito como o presidente da Junta de Viseu.
Florêncio José Correia de Melo, governador militar de Viseu, perde voto em favor da resistência às tropas do general invasor Loison, que então passam pela cidade com recepção amigável pelas autoridades portuguesas locais. Na manhã de 11 de julho, mais de três mil habitantes da cidade dirigiram-se em grande alvoroço para o Colégio e o adro da Sé, de modo a darem ao bispo e à sua Junta todo o poder da governação da cidade. A junta decide portanto, a prisão do governador de Armas da região que não se havia feito valer pela resistência, e a prisão do juiz de fora e dos camaristas da cidade que se haviam manifestado em favor de pacifismo para com os invasores. Dom Francisco é, com isto, eleito pela multidão "Generalíssimo Bispo", e eleito como seu general adjunto António da Silveira Pinto da Fonseca.
Com o conhecimento da sublevação de Viseu e da prisão dos seus representantes pela Junta dos Prudentes de Viseu, a Junta Provisional do Governo Supremo ordena ainda assim a 9 de setembro a libertação do juiz de fora, juntamente com o general.
Em 1810, no decurso da terceira invasão francesa, e temendo retaliação aos populares semelhante à realizada por Loison em 1808, aconselha os vários abades da Diocese, desta vez, a persuadirem as populações a manterem-se pacíficas e não retaliarem, a bem das suas vidas.
De mesmo modo, a 18 de Junho de 1810 encarrega-se da preservação, catalogação e armazenamento dos livros paroquiais de batismo, casamento e óbito do seu seminário episcopal.
Ainda em 1810, é Dom Francisco Monteiro Pereira de Azevedo quem define o Palácio Episcopal de Fontelo, em Viseu, como a residência permanente dos bispos de Viseu. O Seminário e Paço dos Bispos foram gentilmente cedidos por D. Francisco Monteiro de Azevedo para hospital militar anglo-luso. O Palácio Episcopal ir-se-ia manter como residência oficial dos bispos de Viseu até à revolução republicana e à laicização do Estado e da Igreja Católica.
Depois de doença prolongada, a 3 de fevereiro de 1819, no Palácio Episcopal do Fontelo, falece pelas oito da noite, provocando grande comoção na cidade. No dia seguinte, é feito o cortejo fúnebre até à capela-mor da Sé de Viseu, onde está sepultado, na mesma sepultura de seu predecessor, bispo Dom Manuel de Saldanha (1669-1671).